# Doremidan
Doremidan (ドレミ團) är ett japanskt visual kei-band som bildades år 2002 av sångaren Makoto och trummisen Reika. Bandet har för närvarande kontrakt med skrivbolaget AKATSUKI label. Bandets hämtar influeser från bland annat jazz, swing, blues, tango och rock'n'roll.
Namnet Doremidan kommer från The Beatles låten Don't Let Me Down som, om man uttalar snabbt med japansk brytning, låter som Doremidan.

## Medlemmar
- Makoto (マコト) – sångare, dragspel (2002)
- KEN gitarr (2003)
- Ryu (龍) gitarr (2003)
- Reika (零華) – trummor (2002)

Före detta medlemmar
- Shinji (シンジ) – bas (2005-2009)
- Maya – bas, kontrabas (2003-2004)
- Haruhi – gitarr (2002-2002)
- Ko-Zi – Basinstrumentbas (2002-2002)
- Syuren gitarr (2002-2002) ”Support member”

## Biografi
Doremidan bilbades den första januari år 2002 i Osaka, Japan. När bandet startades sågs det av bandmedlemmarna relativt kortsiktigt projekt, men senare ändrade de sina planer.
Den 10 november 2009 meddelade deras basist Shinji att han skulle lämna bandet, på grund av sjukdom, och år 2010 tillkännagav bandet att de hade hittat en ny basist, Yuu. Yuu var tidigare basist i TINC och Shelly Trip Realize.

## Diskografi

### Album och EP
- ”Retujou Lullaby” (劣情ららばい) (23 juni 2004)
- ”Gekijou shouroku” (激情抄録) (23 mars 2005)
- ”Kaleidoscope” (カレイドスコープ) (5 juli 2006)
- ”Onkai Chronicle” (カレイドスコープ) (5 mars 2008)
- ”Yuugure Line” (夕暮ライン) (7 maj, 2008)

### Singlar
- ”Kabocha no Basha wa Mach GO! GO!” (カボチャの馬車はマッハGO!GO!) (8 augusti 2002)
- ”Akai Kutsu” (赤い靴) (12 december 2002)
- ”Shinshoku Doremi Techou” (眞色ドレミ手帖) (4 april 2003)
- ”Kyoushuu Elegy Triple Play” (郷愁悲歌三重殺) (8 augusti 2003)
- ”Subarashiki kana Kata Soubo” (素晴らしきかな過多想募) (29 september 2003)
- ”Kono Ame no Mukou ni...” (この雨の向こうに...) (13 oktober 2003)
- ”Hatsukoi Monogatari” (はつ恋物語り) (18 oktober 2003)
- ”Pocket ni Garakuta wo...” (ポケットにがらくたを...) (4 april 2004)
- ”Subarashiki kana Kata Soubo” (素晴らしきかな過多想募) (16 september 2004)
- ”Rensou Yuugi” (戀想遊戯) (16 april 2005)
- ”Higanbana / Down By Low” (彼岸花) (27 juli 2005)
- ”Ensei Romanesque” (厭世ロマネスク) (23 november 2005)
- ”Tokyo Tragedy” (東京トラジェディー) (7 januari 2006)
- ”Sangatsu” (傘月) (19 april 2006)
- ”Tsuisou no Shinkirou” (追想ノ蜃気楼) (16 maj 2006)
- ”The Faust” (ザ・ファウスト) (14 juni 2006)
- ”Mugen Yoto ~Maboroshi Lamp~” (夢幻洋灯 ～まぼろしらんぷ～) (15 november 2006)
- ”Wakaba no Kioku” (ワカバノキヲク) (21 mars 2007)
- ”Girl Hunt” (ガァルハント) (4 juli 2007)
- ”Seishun Roll Over” (青春ロールオーバー) (6 augusti 2008)
- ”Hello!! Brand New Day” (ハロー!! ブランニューデイ) (27 mars 2009)

### DVD
- ”Tokyo Himehajime 2 -2006.1.7 LIVE at LIQUID ROOM ebisu-“ (東京姫始メ2 -2006.1.7 LIVE at LIQUID ROOM ebisu-) (15 augusti 2006)
- ”Tokyo Himehajime 3 -2007.1.7 LIVE at SHIBUYA CLUB QUATTRO-“ (東京姫始メ3 -2007.1.7 LIVE at SHIBUYA CLUB QUATTRO-) (30 maj 2007)
- ”Tokyo Onkai Selection '08” (東京音階セレクション'08; Tokyo Musical Scale Selection '08) (17 december 2008)

### Demotape
- ”Chocolate Candy” (チョコレエトキャンディ) (3 mars 2002)